# Arba kossot
Les quatre coupes (hébreu : ארבע כוסות arba kossot) sont une tradition instaurée par les rabbins pour le séder de Pessa'h, et l'un de ses principaux symboles. Elles sont traditionnellement associées aux quatre expressions de rédemption en Exode 6,6–7 (« Je vous ferai sortir … Je vous délivrerai … Je vous rédimerai … Je vous prendrai »), et doivent être bues avec ostentation, en s'accoudant (he), afin de promulguer le miracle (he) de la libération d'Égypte.

## Les arba kossot dans les sources juives

### Dans la Mishna et la Tossefta
Les quatre coupes ne figurent pas dans la Bible et apparaissent pour la première fois dans le dernier chapitre de la Mishna Pessahim, compilée vers le IIe siècle : même les Juifs les plus pauvres doivent être pourvus de quatre coupes de vin (mishna Pessahim 10:1). La première coupe sert à la sanctification du jour (m. Pessahim 10:2). C'est lorsqu'on verse la deuxième coupe, que l'enfant doit interroger son père et que commence la narration de la sortie d'Égypte (he) (m. Pessahim 10:4). Après celle-ci et le Hallel (un ensemble de chants de louange), on passe au repas et la troisième coupe sert de coupe de bénédiction (he) pour l'action de grâce post-prandiale. Quant à la quatrième coupe, il la boit avant d'achever le Hallel et la bénédiction sur le chant (he) ; entre ces deux coupes, il ne boit pas (m. Pessahim 10:7). 
La mesure rabbinique ne porte que sur les deuxième et quatrième coupes car les première et troisième font partie du rituel ordinaire pour le repas — c'est pourquoi l'enfant, intrigué par ce changement, est censé interroger son père. La coutume des quatre coupes semble avoir cependant précédé le cadre du séder, modelé sur un symposion autour du récit de la sortie d'Égypte après la destruction du Deuxième Temple, et remonter à l'époque du Second Temple, où l'offrande pascale a lieu en chantant le Hallel dans l'enceinte du temple. Or ce Hallel qui encadre le repas a deux temps : le premier qui accompagne l'abattage de l'agneau, et s'achève sur la bénédiction pour la délivrance — sur le moment liturgique de laquelle les écoles de Hillel et de Shammaï se disputent en fin de période du Second Temple, et sur le contenu de laquelle Rabbi Akiva et Rabbi Tarfon divergent après qu'il a été détruit (m. Pessahim 10:6) ; le second, entonné après sa consommation, et ponctué par la bénédiction sur le chant. Après que le banquet a, faute de Temple, été déplacé dans les villes et au domicile, ce dédoublement est conservé, et ceux qui ne connaissent pas le Hallel par cœur, sont invités à rejoindre une synagogue pour une récitation publique (tossefta Pessahim 10:8 ; une nouvelle duplication se produit vers le VIIIe siècle, et le traité Soferim (en) 20:7 prescrit cette récitation publique après l'office du soir, en première intention et en une seule partie, avant de rentrer chez soi pour le séder, où le Hallel se chante en deux parties). Le banquet pascal comprend, en somme, non pas deux mais quatre bénédictions du fait de l'intercalation du Hallel, et chacune requiert sa coupe (he).

### Dans les Talmuds
La situation décrite par la Tossefta, engendre cependant une nouvelle réalité car celui qui s'entend réciter le Hallel aux synagogues de Galilée, se retrouve chez lui avec quatre coupes dont les rabbins ont exigé la présence même chez les plus démunis (m. Pessahim 10:1) — afin que l'antique rituel ne soit pas oublié — mais dont lui-même n'a plus que faire. Si elles stimulent certes la curiosité de l'enfant puisqu'il n'y a plus ni temple ni offrandes, le besoin de trouver un motif à ces quatre coupes demeure, et les docteurs du Talmud de Jérusalem y fournissent diverses justifications au moyen de la typologie biblique : quatre, comme les quatre « termes de rédemption » d'Exode 6,6–7, comme les quatre coupes de Genèse 40,10–13, tendues au pharaon dans le rêve de l’échanson, comme les quatre royaumes de Daniel 7 ou comme les quatre coupes d’amertume promises aux impies par Jérémie et le psalmiste (TJ Pessahim 10:1 [37:b-c], Genèse Rabba 88:5). Désormais rattachées à ces explications, chacune de ces coupes devient une prescription en soi, d'origine certes non-biblique mais néanmoins contraignante ; chacune doit, en tant que telle, s'accompagner d'une bénédiction (et non plus l'accompagner), et chacune de celles-ci — en particulier la bénédiction sur la délivrance — doit recevoir une nouvelle raison pour laquelle elle est récitée.
Rava, habitant d'une Babylonie où les pèlerinages à Jérusalem ont cessé depuis que le temple a été détruit, propose une explication convergente qui confère aux coupes un caractère de liberté, et il convient de boire lentement du meilleur vin pour la marquer ; pour son contradicteur Ravina, l'essentiel de la prescription ne tient pas dans la boisson mais dans ce qu'on récite sur chacune des coupes (TB Pessahim 108b).